# Makrelen und Thunfische
Die Makrelen und Thunfische (Scombridae) sind eine Familie von Meeresfischen, die weltweit in allen gemäßigten, subtropischen und tropischen Ozeanen vorkommen. Sie sind von großer fischereiwirtschaftlicher Bedeutung.

## Merkmale
Die verschiedenen Arten erreichen eine Größe von ca. 20 Zentimetern bis zu 4,58 Meter (diese Rekordgröße wurde bei einem Roten Thunfisch gemessen). Die Weibchen vieler Arten werden größer als die Männchen. Der Körper der Makrelen und Thunfische ist langgestreckt und spindelförmig, bei einigen Arten seitlich etwas abgeflacht. Makrelenartige haben entweder keine oder nur kleine Cycloidschuppen (mittelgroße bei Gasterochisma) und 31 bis 64 Wirbel. Bei einigen Arten wird die Region hinter dem Kopf und um die Brustflossen
von einem Korsett aus großen, dicken Schuppen bedeckt, der Rest des Körpers ist schuppenlos oder wird nur von kleinen Schuppen bedeckt.
Die Fische haben zwei Rückenflossen, beide können in eine Rinne des Rückens gelegt werden. Die erste, deutlich hinter dem Kopf ansetzende Rückenflosse wird von 9 bis 27 Hartstrahlen gestützt. Die zweite ist von der ersten weit getrennt. Zwischen Rücken- und Schwanzflosse, bzw. After- und Schwanzflosse befinden sich fünf bis zwölf kleine Flösseln, die die Wirbelbildung beim schnellen Schwimmen vermeiden helfen. Der Schwanzflossenstiel ist schlank und auf jeder Seite mit zwei knöchernen Kielen versehen, bei evolutiv fortgeschritteneren Taxa auch mit einem vergrößerten Knochenkiel. Die Schwanzflosse ist tief gespalten oder sichelförmig. Die Schwanzflossenstrahlen bedecken die Hypuralia komplett. Die Brustflossen setzen hoch am Körper an, die unterhalb der Brustflossen ansetzenden Bauchflossen werden von sechs Flossenstrahlen gestützt. Die Schnauze ist spitz und nicht vorstülpbar (nicht protraktil). Das schnabelförmige Prämaxillare ist vom Nasale durch den Ethmoidknochen getrennt und mit dem Maxillare fest verbunden. Das Maul reicht bis hinter die Augen. Die Zähne sind spitz und in den verschiedenen Arten unterschiedlich stark und groß. Auch Palatinum und die Zunge können bezahnt sein. Die Augen haben Fettlider, ein Knochenring umgibt die hintere Augenhöhle. Die Kiemenmembranen sind am Isthmus nicht zusammengewachsen. Die Schwimmblase fehlt oder ist klein. Einige Arten haben deshalb eine größere Dichte als das Wasser und müssen ein Absinken durch Dauerschwimmen vermeiden. Die Seitenlinie ist einfach. Makrelen und Thunfische sind auf dem Rücken meist bläulich oder grünlich, Flanken und Bauch sind weißlich oder silbrig, oft mit einer schwarzen Strich- oder Wellenzeichnung.
Einige Thunfische und Bonitos, die Gattungen Auxis, Euthynnus, Katsuwonus und Thunnus (Tribus Thunnini), haben eine gegenüber der umgebenden Wassertemperatur um einige Grade erhöhte Körpertemperatur: Blutgefäße der Rumpfmuskulatur, im Gegenstromprinzip angeordnet, ermöglichen dies. Ebenso sind bei diesen höher evoluierten Scombriden meist die Kiemen zu einem Siebwerk verwachsen, so dass sie nicht mehr einzeln beweglich sind (Stauatmung).

## Lebensweise
Makrelen und Thunfische sind Raubfische des offenen Ozeans und können bei der Jagd hohe Geschwindigkeiten erreichen. Die Makrelen i.w.S. (Scombrini, Scomber & Rastrelliger) filtern mit ihren langen Kiemenreusen Plankton aus dem Wasser. Spanische Makrelen (Scomberomorus), Bonitos und Thunfische ernähren sich von größerer Beute, darunter kleinere Fische, Krebstiere und Kalmare. Die kleineren Makrelen werden vor allem von größeren Thunfischen gejagt. Eier und Jungfische sind pelagisch (aber küstennah).

## Innere Systematik
Die Makrelen und Thunfische wurden nach der Größe der Schuppen in zwei Unterfamilien unterteilt, die Gasterochismatinae für die Großschuppenmakrele (Gasterochisma melampus) und die Scombrinae für alle anderen Arten. Eine im Mai 2024 veröffentlichte Studie chinesischer Wissenschaftler zeigte jedoch, dass die Großschuppenmakrele nicht die basale Schwesterart aller anderen Arten ist und die alte Einteilung in Unterfamilien somit nicht die tatsächliche Systematik wiedergibt. Auch die verschiedenen Tribus, in die die Unterfamilie Scombrinae unterteilt wurde, sind teilweise nicht monophyletisch. Insgesamt gibt es gut 50 Arten in 15 Gattungen.
- Gattung Acanthocybium

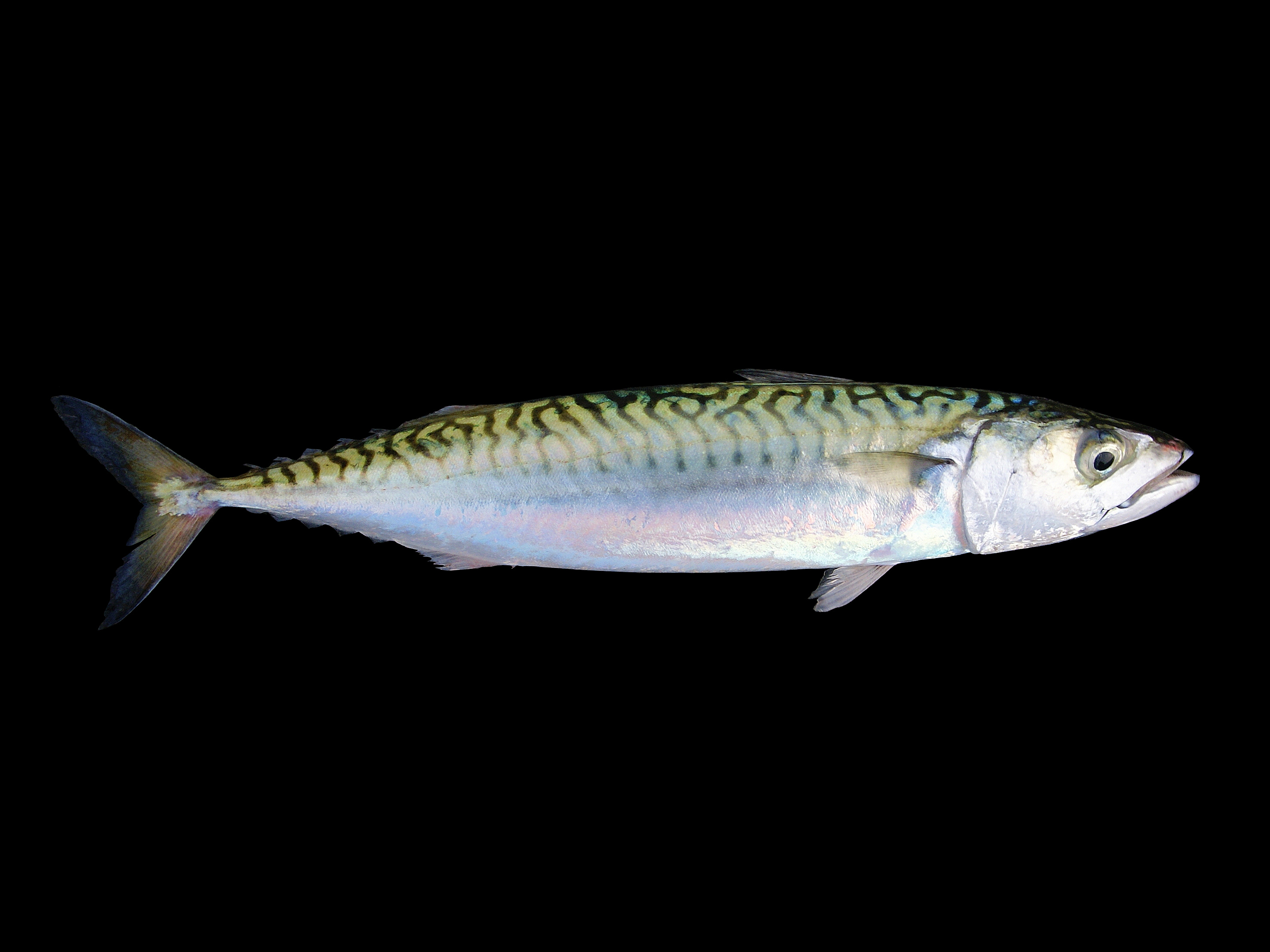
Makrele
(Scomber scombrus)

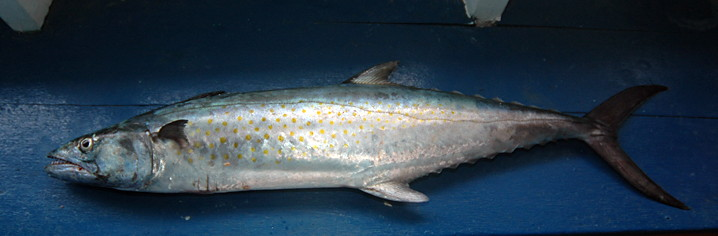
Scomberomorus brasiliensis

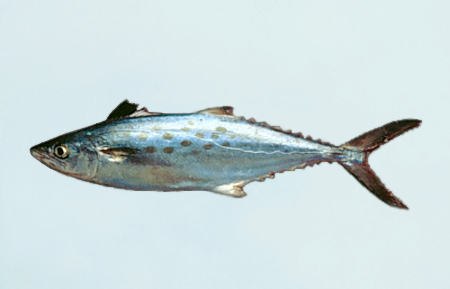
Scomberomorus maculatus

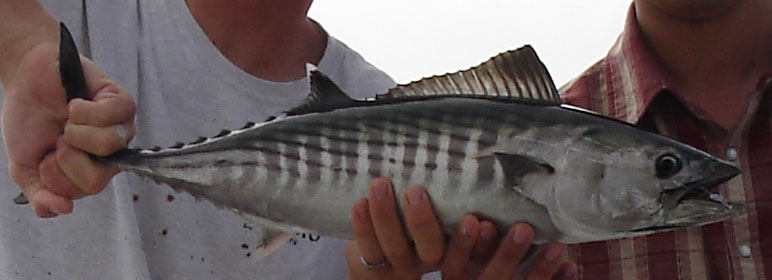
Sarda sarda

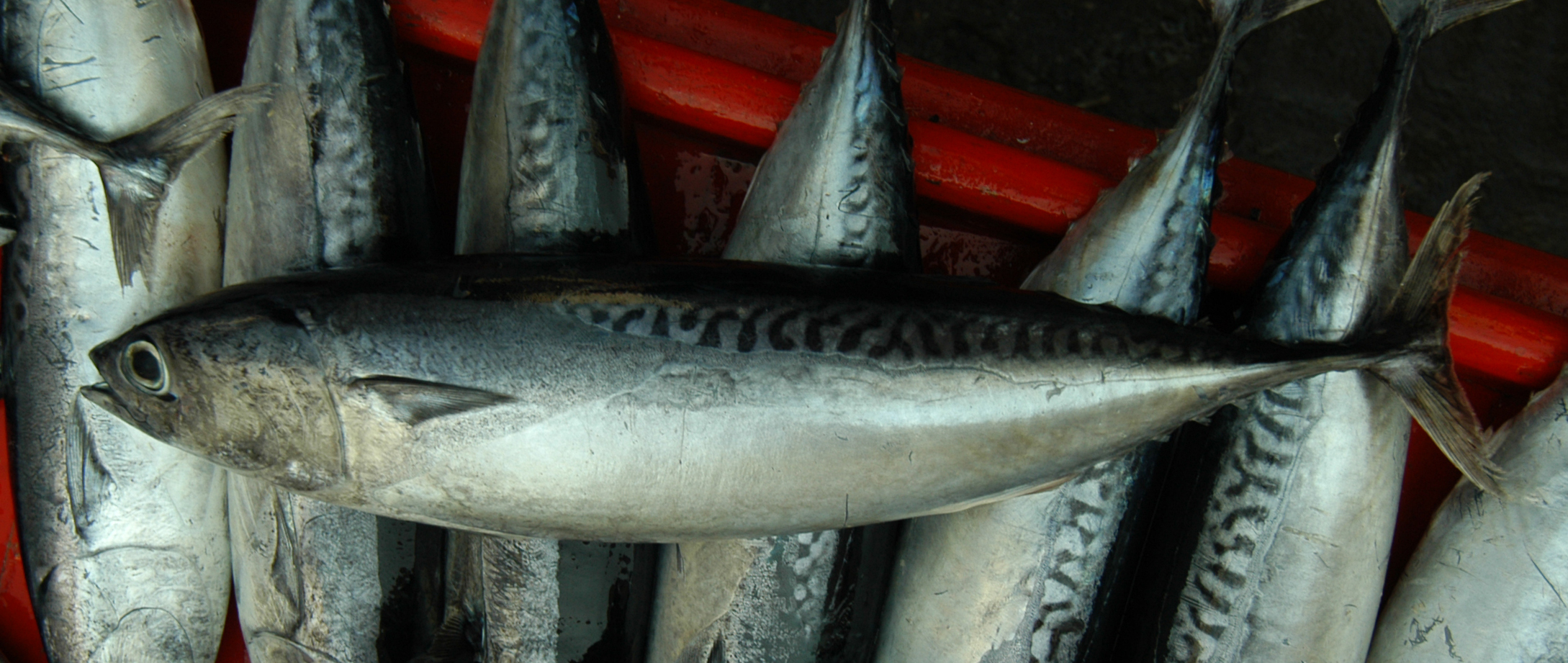
Unechter Bonito
(Auxis thazard)

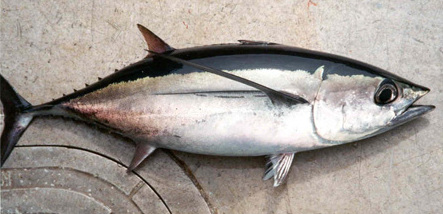
Weißer Thun
(Thunnus alalunga)

  - Wahoo (Acanthocybium solandri (Cuvier, 1832))
- Gattung Allothunnus
  - Schlankthun (Allothunnus fallai Serventy, 1948)
- Gattung Cybiosarda
  - Cybiosarda elegans
- Gattung Gasterochisma
  - Großschuppenmakrele (Gasterochisma melampus Richardson, 1845)
- Gattung Grammatorcynus
  - Grammatorcynus bicarinatus (Quoy & Gaimard, 1825)
  - Zweilinien-Makrele (Grammatorcynus bilineatus (Rüppell, 1836))
- Gattung Gymnosarda
  - Einfarben-Thun (Gymnosarda unicolor (Whitley, 1935))
- Gattung Orcynopsis
  - Ungestreifter Pelamide (Orcynopsis unicolor (Geoffroy Saint-Hilaire, 1817))
- Gattung Rastrelliger
  - Rastrelliger brachysoma (Bleeker, 1851)
  - Rastrelliger faughni Matsui, 1967
  - Indische Makrele (Rastrelliger kanagurta (Cuvier, 1816))
- Gattung Sarda
  - Australischer Bonito (Sarda australis (Macleay, 1881))
  - Pazifik-Bonito (Sarda chiliensis (Cuvier, 1832))
  - Orientalischer Bonito (Sarda orientalis (Temminck & Schlegel, 1844))
  - Pelamide (Sarda sarda (Bloch, 1793))
- Gattung Scomber
  - Scomber australasicus Cuvier, 1832
  - Thunmakrele (Scomber colias Gmelin, 1789)
  - Scomber indicus Abdussamad et al., 2016
  - Japanische Makrele (Scomber japonicus Houttuyn, 1782)
  - Makrele (Scomber scombrus Linnaeus, 1758)
- Gattung Scomberomorus
  - Scomberomorus brasiliensis Collette, Russo & Zavala-Camin, 1978
  - Scomberomorus cavalla (Cuvier, 1829)
  - Torpedo-Makrele (Scomberomorus commerson (Lacépède, 1800))
  - Scomberomorus concolor (Lockington, 1879)
  - Scomberomorus guttatus (Bloch & Schneider, 1801)
  - Scomberomorus koreanus (Kishinouye, 1915)
  - Scomberomorus lineolatus (Cuvier, 1829)
  - Scomberomorus maculatus (Couch, 1832)
  - Scomberomorus multiradiatus Munro, 1964
  - Scomberomorus munroi Collette & Russo, 1980
  - Scomberomorus niphonius (Cuvier, 1832)
  - Scomberomorus plurilineatus Fourmanoir, 1966
  - Scomberomorus queenslandicus Munro, 1943
  - Königsmakrele (Scomberomorus regalis (Bloch, 1793))
  - Scomberomorus semifasciatus (Macleay, 1883)
  - Scomberomorus sierra Jordan & Starks, 1895
  - Scomberomorus sinensis (Lacépède, 1800)
  - Scomberomorus tritor (Cuvier, 1832)

- Gattung Auxis
  - Auxis rochei (Rafinesque, 1810)
  - Unechter Bonito (Auxis thazard Lacepède, 1800)
- Gattung Euthynnus
  - Euthynnus affinis (Cantor, 1849)
  - Thonine (Euthynnus alletteratus (Rafinesque, 1810))
  - Schwarzer Skipjack (Euthynnus lineatus Kishinouye, 1920)
- Gattung Katsuwonus
  - Echter Bonito (Katsuwonus pelamis (Linnaeus, 1758))
- Gattung Thunfische (Thunnus)
  - Weißer Thun (Thunnus alalunga (Bonnaterre, 1788))
  - Gelbflossen-Thun (Thunnus albacares (Bonnaterre, 1788))
  - Schwarzflossen-Thun (Thunnus atlanticus (Lesson, 1831))
  - Großaugen-Thun (Thunnus obesus (Lowe, 1839))
  - Südatlantischer Blauflossen-Thun (Thunnus maccoyii (Castelnau, 1872))
  - Pazifischer Blauflossen-Thun (Thunnus orientalis (Temminck & Schlegel, 1844))
  - Langschwanz-Thun (Thunnus tonggol (Bleeker, 1851))
  - Roter Thun (Thunnus thynnus (Linnaeus, 1758))

## Stammesgeschichte

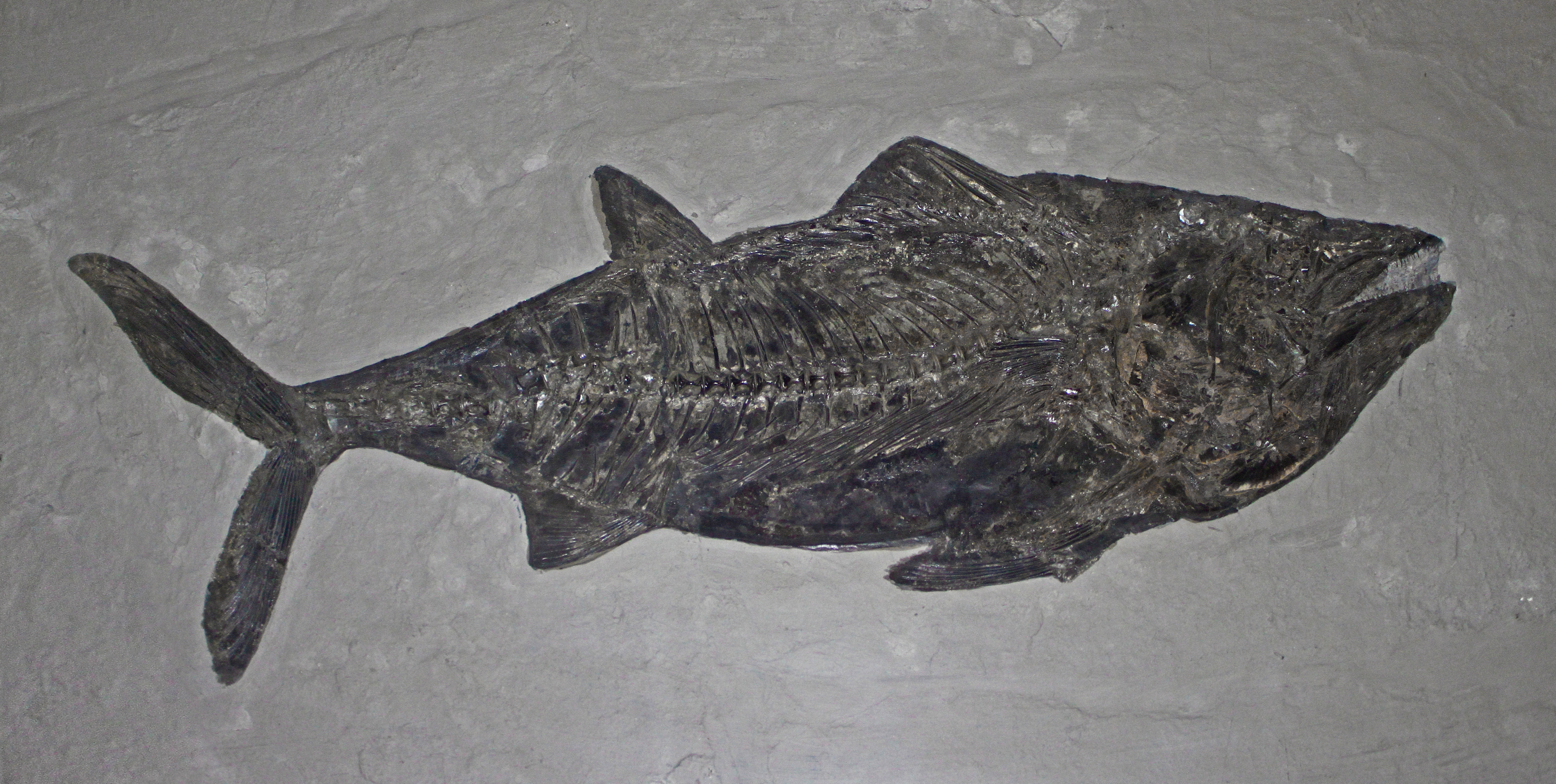
Thunnus sp. aus dem Oligozän (Tongrube Unterfeld) im Staatlichen Museum für Naturkunde Karlsruhe.

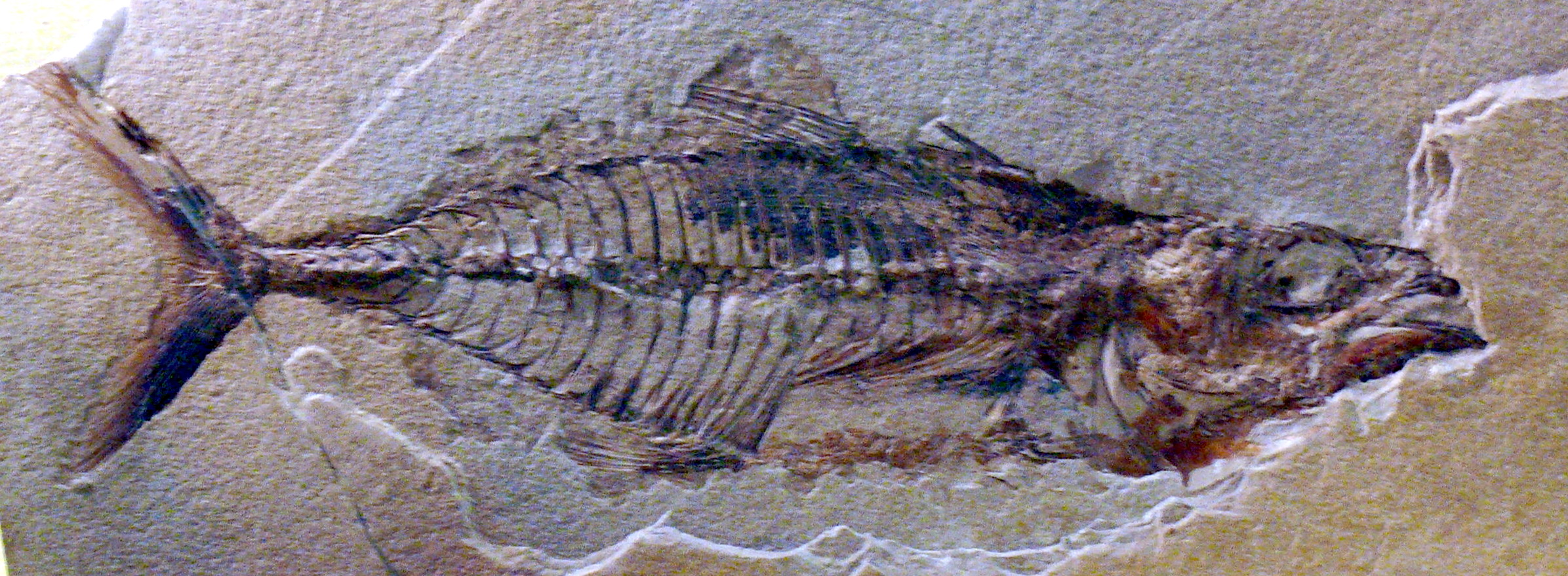
Godsilia lanceolata aus dem Eozän von Monte Bolca im Museum für Naturkunde in Berlin.

Einige rezente Gattungen der Makrelen und Thunfische, wie Auxis, Scomber und Thunnus, lassen sich fossil seit dem Eozän nachweisen, Sarda und Scomberomorus sogar seit dem Paläozän. Grammatorcynus ist seit dem Oligozän bekannt. Godsilia, Isurichthys, Palimphyes, Scombrodarda, Turio und Xiphopterus sind ausgestorbene Gattungen aus dem Oligozän, Eozän und Miozän.